# 余惠俊星
小行星32622（32622 Yuewaichun）是一顆位於主小行星帶的小行星。2001年9月11日由楊光宇在他的沙漠之鷹天文台發現，臨時編號 2001 RZ16。小行星直徑1.6公里，公轉週期3.36年，絕對星等15.7等，是顆C型小行星。
該小行星以香港業餘天文學家余惠俊命名。